# Khí hậu Châu Nam Cực
Trong suốt mùa đông Nam Bán Cầu, Nam Cực không nhận được bất cứ một chút ánh sáng mặt trời nào trong 6 tháng. Vào mùa hè, mặt trời luôn nằm ở đường chân trời. Phần lớn ánh sáng mặt trời chiếu xuống bị bề mặt băng trắng xóa phản chiếu ngược lại. Việc nhận được ít năng lượng từ mặt trời cộng với độ cao địa hình (Nam Cực là lục địa có độ cao 2,800m trên mực nước biển) biến Nam Cực thành nơi có khí hậu lạnh nhất trên địa cầu. Nhiệt độ Nam Cực thấp hơn nhiều so với Bắc Cực chủ yếu do Nam Cực nằm trên lục địa có độ cao lớn hơn nhiều so với mực nước biển trong khi Bắc Cực nằm giữa đại dương (những đại dương này hoạt động như một túi đựng nhiệt).
Giữa mùa hè khi mặt trời chiếu thẳng góc tại Chí Tuyến Nam, nhiệt độ Nam Cực trung bình đạt −25 °C (−12 °F). Vào mùa đông, khi mặt trời di chuyển xuống Bắc Bán Cầu, khí hậu Nam Cực trở nên lạnh lẽo với nhiệt độ khoảng −65 °C (−85 °F). Nhiệt độ cao nhất từng được ghi nhận ở Nam Cực là 20,75 °C (69,3 °F) tại Trạm Nam Cực Comandante Ferraz vào ngày 9 tháng 2 năm 2020, đánh bại kỷ lục trước đó của 18,3 °C (64,9 °F) tại Căn cứ Esperanza, ở mũi bắc Bán đảo Nam Cực ngày 6 tháng 2 năm 2020.
Nam Cực có khí hậu hoang mạc, gần như không bao giờ có giáng thủy tại lục địa này. Độ ẩm tương đối trong không khí gần như bằng 0%. Tuy nhiên gió với tốc độ lớn đã gây ra những trận bão tuyết và lượng tuyết tích tụ hằng năm đạt khoảng 20 cm. Các Trạm nghiên cứu ở đây với mái vòm như được thấy trong các hình chụp bị phủ lấp từng phần bởi tuyết và lối vào phải thường xuyên được dọn tuyết. Những công trình xây dựng gần đây được dựng trên những hàng cột cao để khắc chế những trở lực này của thiên nhiên.